# Destilerías y Crianza del Whisky

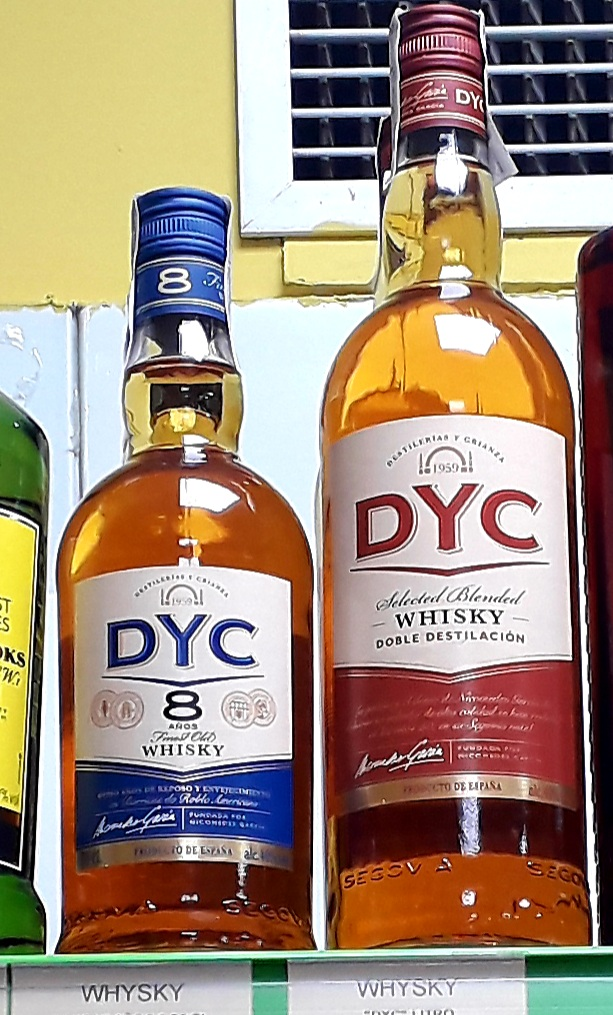
Whisky DYC

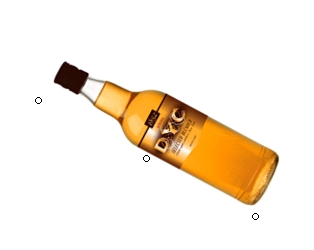
DYC-Whisky

Destilerías y Crianza del Whisky S.A. (oder Whisky DYC) ist eine spanische Whiskydestillerie, die hauptsächlich Blended Whisky herstellt. Sie wurde 1958 von dem Geschäftsmann Nicomedes García Gómez gegründet. Derzeit ist sie eine Tochtergesellschaft von Suntory Global Spirits, einer Tochtergesellschaft der Suntory Holdings aus Osaka, Japan. Die erste Brennerei, die in Palazuelos de Eresma in Segovia errichtet wurde, nahm im Februar 1959 ihren Betrieb auf. Im März 1963 begann sie mit der Produktion von Whisky DYC, dem ersten spanischen Whisky. Die anfängliche Produktion von einer Million Litern pro Jahr stieg in den 1980er Jahren auf zwanzig Millionen pro Jahr an. Die Brennerei ist immer noch in der Lage, so viel Whisky zu produzieren, aber in letzter Zeit wurde nur noch ein Bruchteil der Kapazität genutzt.
Die Marke war in den 1990er Jahren in Spanien sehr populär, da sie mit dem Slogan „Gente sin complejos“ (Menschen ohne Komplexe) seit 1989 offen ankündigte, dass das Produkt auf Kunden abzielt, die nicht bereit sind, für einen importierten Whisky Geld auszugeben. Whisky DYC ist preiswerter als die meisten amerikanischen, kanadischen, schottischen und irischen Whiskys und zieht seit jeher Spanier mit geringem Budget an. Er wird gern mit alkoholfreien Getränken wie Cola oder Fanta gemischt.
DYC hat fünf Produktlinien, darunter auch einen Single-Malt-Whisky.

## Geschichte
Im Jahr 1920 lernte der aus Segovia stammende Unternehmer Nicomedes García auf seinen zahlreichen Reisen nach Schottland die traditionellen Methoden zur Herstellung von Whisky kennen. Später wurde ihm klar, dass seine Heimat sehr geeignet für die Herstellung dieser Spirituose war.
Destilerías y Crianza del Whisky wurde 1958 von ihm und den Brüdern Cosme, Francisco und Juan Puigmal Vidal sowie Jaime Figueroa y O’Neill gegründet. Das Unternehmen begann mit dem Bau einer Brennerei in Palazuelos de Eresma in Segovia, die im Februar 1959 in Betrieb genommen wurde. Im März 1963 begann DYC Whisky zu vermarkten. Die Produktion stieg von einer Million Liter pro Jahr auf zwanzig Millionen Liter in den 1980er Jahren.
Nach dem Tod von Nicomedes Garcia im Jahr 1989 erwarb Allied Domecq 1992 100 % von DYC.
Im April 2005 erwarben die französische Gruppe Pernod Ricard und die amerikanische Fortune Brands (Eigentümerin von Beam Global) Allied Domecq zu 100 %. Im Jahr 2009 unternahm Beam Global Umstrukturierungsmaßnahmen wie die Schließung und Konsolidierung von Betrieben in Spanien sowie die Streichung von Produktionsschichten und den Abbau von Arbeitsplätzen in der Verwaltung.
Im Januar 2014 kaufte das japanische Unternehmen Suntory Jim Beam, den Eigentümer von DYC.